# Unia Ewangelicko-Baptystyczna Hiszpanii
Unia Ewangelicko-Baptystyczna Hiszpanii (hiszp. Unión Evangélica Bautista de España) – związek wyznaniowy zrzeszający hiszpańskie zbory baptystyczne.
Pierwszy baptystyczny zbór w Hiszpanii powstał w 1870, a w 1923 powołano Ewangelicką Unię Baptystyczną Hiszpanii. Od 1893 wydawane jest czasopismo kościelne „El Eco”. Denominacja jest członkiem założycielem Federacji Jednot Ewangelickich w Hiszpanii – federacji międzywyznaniowej mającej na celu wspieranie protestantyzmu i wolności religijnej w Hiszpanii. Jest również członkiem Światowego Związku Baptystycznego oraz Europejskiej Federacji Baptystycznej.
W 2016 roku denominacja liczyła 10 651 członków zrzeszonych w 104 zborach. Ma wpływ na około 25 tys. osób.